# Framtidsmuseet
Framtidsmuseet visar upp ny teknologi som kan tänkas bli mainstream under de kommande 10 - 15 åren. Exempel är robotik, Artificiell Intelligens, Augmented Reality, Virtual Reality, nya transportmedel och så vidare. Unikt för museet är dess höga grad av interaktivitet, där besökaren erbjuds att prova istället för att bara titta på de olika föremålen.
Museet öppnade i juli 2023 och bedriver sin verksamhet på Arenavägen 55, i Johanneshov i södra Stockholm. Museet har i juli 2025 ungefär 1 500 besökare per månad..
Verksamheten drivs av Svenska Upplevelsemuseer AB. 